# コミッカーズ
コミッカーズ
1. 美術出版社が刊行していた季刊の漫画情報誌「Comickers」。2005年11月30日発売号よりComickers Art Style（コミッカーズ・アートスタイル）に改名され、半年に一回の刊行ペースになるも2008年12月17日発売の第7号で休刊となった。
2. 水元ローラによる日本の漫画作品。本項で記述。『ザ マーガレット』（集英社）2008年5月号に掲載された。

## あらすじ
漫画家である桜子は、多少不満はあるが、毎日なんとなく暮らしていた。そして漫画家になったときの情熱も冷めつつあった。そんなある日、漫画家を目指しているという愛美に出会う。彼女の出現によって桜子の毎日、考え方は少しずつ変わっていく。

## 登場人物
山根桜子
20歳の漫画家。3年前にデビューし、その頃描いていた理想と今が大分違うものの、あまり気にしていなかった。丁寧に原稿を描く愛美に「いいよ?そんな丁寧にやんなくて」と言ったりと漫画に対する情熱が冷めていた。自分の描いた未発表の原稿が愛美のデビュー作とそっくりだと思ったり、恋人であるシンジが愛美と関係を持ってしまったり、愛美に一時期嫉妬や憎悪のような感情を持ったが「見返してやりたい」と必死に漫画を描き、吹っ切れた。そして偶然出版社で愛美に会った時、「なんかごめんね。いろいろ」と謝った後「ありがとっ」と礼を言った。このことから愛美とであったことがきっかけで、自分が変わったことを自覚しているようである。
愛美
漫画家を目指している（物語の途中で漫画家にデビューする）。デビュー作は『絶対泣ける恋の話2』に載った。画材店で漫画家だという桜子に出会い、興奮して「すごい夢のある漫画をたくさん世に送り出すのが夢なんですっ!!」と自分の夢を語った。基本的に天然で一生懸命な性格だが、桜子の彼氏であるシンジと関係を持ってしまう。
シンジ
桜子の彼氏で桜子と同棲していたが、愛美と関係を持ったため出て行く。
葛西さん
水元出版の編集者。愛美の漫画が群を抜いて面白いとほめた。物語後半で桜子を打ち合わせではなく、プライベートで食事に誘う。